# 九阴真经Online
《九阴真经Online》是由中国大陆游戏开发商游戏蜗牛开发的多人在线角色扮演游戏。本作是2009年中国“金翎奖”的玩家最期待的十大网络游戏之一。本作在台湾由蝴蝶數位娛樂负责代理，但两岸均未公布具体的上市时间。

## 游戏特色
- 武功

武功的学习不再局限于某个门派，亦有其他各种江湖武功可供玩家选择。如果玩家修为较高，则可自行领悟一些招式，可透過選擇門派、買賣、奪書、挑戰禁地、奇遇...獲得。
- 內功

內功在遊戲中扮演重要角色。建議天天團練並把疲勞度弄滿100%、天天演武，平時(上線時)則點內修。內功有分成江湖內功、門派內功，無論是什麼內功都十分重要，且可能會依內功比較玩家實力與切磋時的勝率，所以練好內功是十分重要的。
- 古代河山

游戏采用了明朝的著名景色以及现代中国的风景，再结合游戏的世界观，对场景中的各种元素进行定义诠释。
- 江湖

即玩家社区，每个玩家在游戏中都有其独有的江湖身份，以及可自行选择的生存方式。主要有俠、惡、狂、邪四種，俠主要是與其他玩家有友好行為(例如打擊綁匪、解救玩家)；惡則是有不友好行為(綁架玩家、劫標、殺人)；狂則是做好事多於壞事；邪與狂相反。但出入江湖時主要稱號以"初"顯示。